# Pseudogyrtona perversa
Pseudogyrtona perversa är en fjärilsart som beskrevs av Walker 1863. Pseudogyrtona perversa ingår i släktet Pseudogyrtona och familjen nattflyn. Inga underarter finns listade.